# Arrows A18
La Arrows A18 fu una vettura di Formula 1 disegnata da Frank Dernie e impiegata dalla scuderia inglese nel corso della stagione 1997. Spinta da un motore Yamaha V10 in esclusiva e preparato dall'esperto John Judd era costruita in carbonfibra, ed era gommata Bridgestone.

## La stagione
Sviluppata nel corso della stagione dall'esperto John Barnard, uscito dalla Ferrari, la Arrows A18 visse una prima parte di stagione disastrosa dimostrandosi molto lenta e spesso poco affidabile, tanto che nella prima gara dell'anno in Australia il campione uscente Damon Hill fu costretto al ritiro per cedimento del motore già nel giro di ricognizione.
Nella seconda parte dell'anno si ebbero dei miglioramenti, e Hill riuscì a segnare il primo punto stagionale a Silverstone dove giunse sesto, ma fu nel Gran Premio d'Ungheria che il pilota britannico sfiorò l'impresa: partito in terza posizione, Hill sfruttò il notevole rendimento delle gomme Bridgestone alle elevate temperature dell'Hungaroring e si portò in testa alla gara dove rimase fino al penultimo giro, quando a causa di un problema al cambio venne raggiunto e superato dalla Williams di Jacques Villeneuve, giungendo comunque secondo. Il britannico si rese protagonista di altri due exploit in Austria, dove rimase a lungo in zona punti prima di essere superato da Michael Schumacher, e nell'ultima gara dell'anno a Jerez dove si qualificò quarto.
Meno redditizio fu il suo compagno di squadra Pedro Paulo Diniz (assunto essenzialmente per il suo ricco pacchetto di sponsor, che permetteva di pagare l'oneroso stipendio di Hill) che ottenne solo 2 punti frutto del quinto posto al Nürburgring, mentre giunse settimo, a ridosso della zona punti, a Spa dove la scuderia festeggiò il suo 300º Gran Premio.
L'annata si chiuse quindi con l'ottavo posto in campionato, con un bottino di 9 punti